# Dalea
Dalea es un género de planta  perteneciente a la familia Fabaceae. Comprende 470 especies descritas y de estas, solo 180 aceptadas.

## Actividad biológica
Estudios realizados sobre la actividad contra Naegleria fowleri han demostrado que esta planta posee compuestos capaces de inhibir el crecimiento de esta ameba patógena.

## Taxonomía
El género fue descrito por Oskar Eberhard Ulbrich y publicado en Repertorium Specierum Novarum Regni Vegetabilis 2: 9. 1906.
Etimología
El género fue nombrado en honor del boticario inglés Samuel Dale (1659-1739).

## Especies aceptadas
A continuación se brinda un listado de las especies del género Dalea aceptadas hasta julio de 2014, ordenadas alfabéticamente. Para cada una se indica el nombre binomial seguido del autor, abreviado según las convenciones y usos.	
| - Dalea abietifolia (Rydb.) Bullock - Dalea adenopoda (Rydb.) Isely - Dalea aenigma Barneby - Dalea albida (Torr. & A. Gray) D.B. Ward - Dalea albiflora A.Gray - Dalea ananassa Barneby - Dalea aurea C.Fraser - Dalea ayavacensis Kunth - Dalea bacchantum Barneby - Dalea bartonii Barneby - Dalea boliviana Britton - Dalea boraginea Barneby - Dalea botterii (Rydb.) Barneby - Dalea brandegei (Rose) Bullock - Dalea brachystachya A.Gray - Dalea caeciliae Harms - Dalea candida Willd. - Dalea capitata S.Watson - Dalea carnea (Michx.) Poir. - Dalea carthagenensis (Jacq.) J.F.Macbr. - Dalea choanosema Barneby - Dalea chrysophylla Barneby - Dalea cinnamomea Barneby - Dalea cliffortiana Willd. - Dalea coerulea (L.f.) Schinz & Thell. - isón de Quito o pispura de Popayán - Dalea compacta Spreng. - Dalea confusa (Rydb.) Barneby - Dalea cora Barneby - Dalea crassifolia Hemsl. - Dalea cuatrecasasii Barneby - Dalea cuniculo-caudata Paul G. Wilson - Dalea cyanea Greene - Dalea cylindrica Hook. - Dalea cylindriceps Barneby - Dalea daucosma Barneby - Dalea dipsacea Barneby - Dalea dispar C.V.Morton - Dalea dorycnoides DC. - Dalea elata Hook. & Arn. - Dalea elegans Hook. & Arn. - Dalea emarginata (Torr. & A.Gray) Shinners - Dalea emmae - Dalea enneandra Nutt. - Dalea eriophylla S.Watson - Dalea escobilla Barneby - Dalea estoraxana - Dalea exigua Barneby - Dalea exserta (Rydb.) Gentry - Dalea feayi (Chapman) Barneby - Dalea filiciformis Robinson & Greenm. - Dalea fieldii (J.F.Macbr.) J.F.Macbr. - Dalea filiformis A.Gray - Dalea flavescens (S.Watson) S.L.Welsh - Dalea foliolosa (Aiton) Barneby - Dalea foliosa (A.Gray) Barneby - limoncillo de México, ruda cabruna de México - Dalea formosa Torr. - Dalea frutescens A.Gray - Dalea galbina (J.F.Macbr.) J.F.Macbr. - Dalea gattingeri (A.Heller) Barneby - Dalea glumacea Barneby - Dalea grayi (Vail) L.O.Williams - Dalea greggii A.Gray - Dalea glumacea Barneby - Dalea grayi (Vail) L.O. Williams - Dalea greggii A.Gray - Dalea gypsophila Barneby - Dalea hallii A.Gray - Dalea hegewischiana Steud. - Dalea hemsleyana (Rose) Bullock - Dalea hintonii Sandwith - Dalea hospes (Rose) Bullock - Dalea humifusa Benth. - Dalea humilis G.Don - Dalea illustris Barneby - Dalea insignis Hemsl. - Dalea isidorii Barneby - Dalea jamesii (Torr.) Torr. & A.Gray - Dalea jamesonii (J.F.Macbr.) J.F.Macbr. - Dalea kuntzei Kuntze - Dalea lachnostachys A.Gray - Dalea lamprostachya Barneby - Dalea lanata Spreng. - Dalea laniceps Barneby - Dalea lasiathera A.Gray - Dalea leporina (Aiton) Bullock - terciopelillo de México - Dalea leptostachya DC. - Dalea leucosericea (Rydb.) Standl. & Steyerm. - Dalea leucostachya A.Gray - Dalea luisana S.Watson | - Dalea lumholtzii B.L.Rob. & Fernald - Dalea lutea (Cav.) Willd. - Dalea macrotropis S.Schauer - Dalea mcvaughii Barneby - Dalea melantha S.Schauer - Dalea mexiae Barneby - Dalea minutifolia (Rydb.) Harms - Dalea mixteca Barneby - Dalea mollis Benth. - Dalea mollissima (Rydb.) Munz - Dalea moquehuana J.F.Macbr. - Dalea mucronata DC. - Dalea multiflora (Nutt.) Shinners - Dalea myriadenia Ulbr. - Dalea nana Torr. ex A.Gray - Dalea neomexicana (A.Gray) Cory - Dalea nelsonii Rydb. - Dalea nemaphyllidia Barneby - Dalea nobilis Barneby - Dalea obovata (Torr. & A.Gray) Shinners - Dalea obovatifolia Ortega - Dalea obreniformis (Rydb.) Barneby - Dalea onobrychis DC. - Dalea ornata (Hook.) Eaton & Wright - Dalea pogonathera A.Gray - Dalea parrasana Brandegee - Dalea pazensis Rusby - Dalea pectinata Kunth - Dalea pennellii (J.F.Macbr.) J.F.Macbr. - Dalea phleoides (Torr. & A.Gray) Shinners - Dalea pinetorum Gentry - Dalea pinnata (J.F.Gmel.) Barneby - Dalea piptostegia Barneby - Dalea plantaginoides Barneby - Dalea pogonathera A.Gray - Dalea polygonoides A.Gray - Dalea polystachya (Sessé & Moc.) Barneby - Dalea pringlei A.Gray - Dalea prostrata Ortega - Dalea pulchella G.Don - Dalea pulchra Gentry - Dalea purpusii Brandegee - Dalea purpurea Vent. - Dalea radicans S.Watson - Dalea reverchonii (S.Watson) Shinners - Dalea rosarum - Dalea quercetorum Standl. & L.O. Williams - Dalea reclinata (Cav.) Willd. - Dalea reverchonii (S.Watson) Shinners - Dalea revoluta S.Watson - Dalea rubrolutea Barneby - Dalea rupertiana - Dalea rzedowskii Barneby - Dalea sabinalis (S.Watson) Shinners - Dalea saffordii (Rose) Bullock - Dalea scandens (Mill.) R.T. Clausen - Dalea scariosa S.Watson - Dalea scandens (Mill.) R. T. Clausen - Dalea scoparia - Dalea searlsiae (A.Gray) Barneby - Dalea sericea Lag. - escabiosa de México - Dalea sericocalyx (Rydb.) L.Riley - Dalea similis Hemsl. - Dalea simulatrix Barneby - Dalea smithii (J.F.Macbr.) J.F.Macbr. - Dalea sousae Barneby - Dalea strobilacea Barneby - Dalea tapacariensis Kuntze - Dalea tenuicaulis Hook.f. - Dalea tentaculoides Gentry - Dalea tenuifolia (A.Gray) Shinners - Dalea tenuis (J.M. Coult.) Shinners Shinners - Dalea thouinii Schrank - Dalea tolteca Barneby - Dalea tomentosa (Cav.) Willd. - Dalea transiens Barneby - Dalea tridactylites Barneby - Dalea trifoliata Zucc. - Dalea trochilina Brandegee - Dalea urceolata Greene - Dalea verna Barneby - Dalea versicolor Zucc. - Dalea villosa (Nutt.) Spreng. - Dalea virgata Lag. - Dalea viridiflora S.Watson - Dalea weberbaueri Ulbr. - Dalea wigginsii Barneby - Dalea wrightii A.Gray - Dalea zimapanica S.Schauer |